# Lycée Jacques-Monod
 (octobre 2015).
Si vous disposez d'ouvrages ou d'articles de référence ou si vous connaissez des sites web de qualité traitant du thème abordé ici, merci de compléter l'article en donnant les références utiles à sa vérifiabilité et en les liant à la section « Notes et références ».
Le lycée Jacques-Monod est un établissement français d'enseignement secondaire et post-bac situé à Lescar (Pyrénées-Atlantiques). La cité scolaire d'environ huit cents élèves dispose d'installations, dont un édifice construit au XVIIe siècle, sur un campus de 10 500 m².
Le lycée porte le nom du biologiste qui reçut le prix Nobel de physiologie ou médecine en 1965.

## Histoire

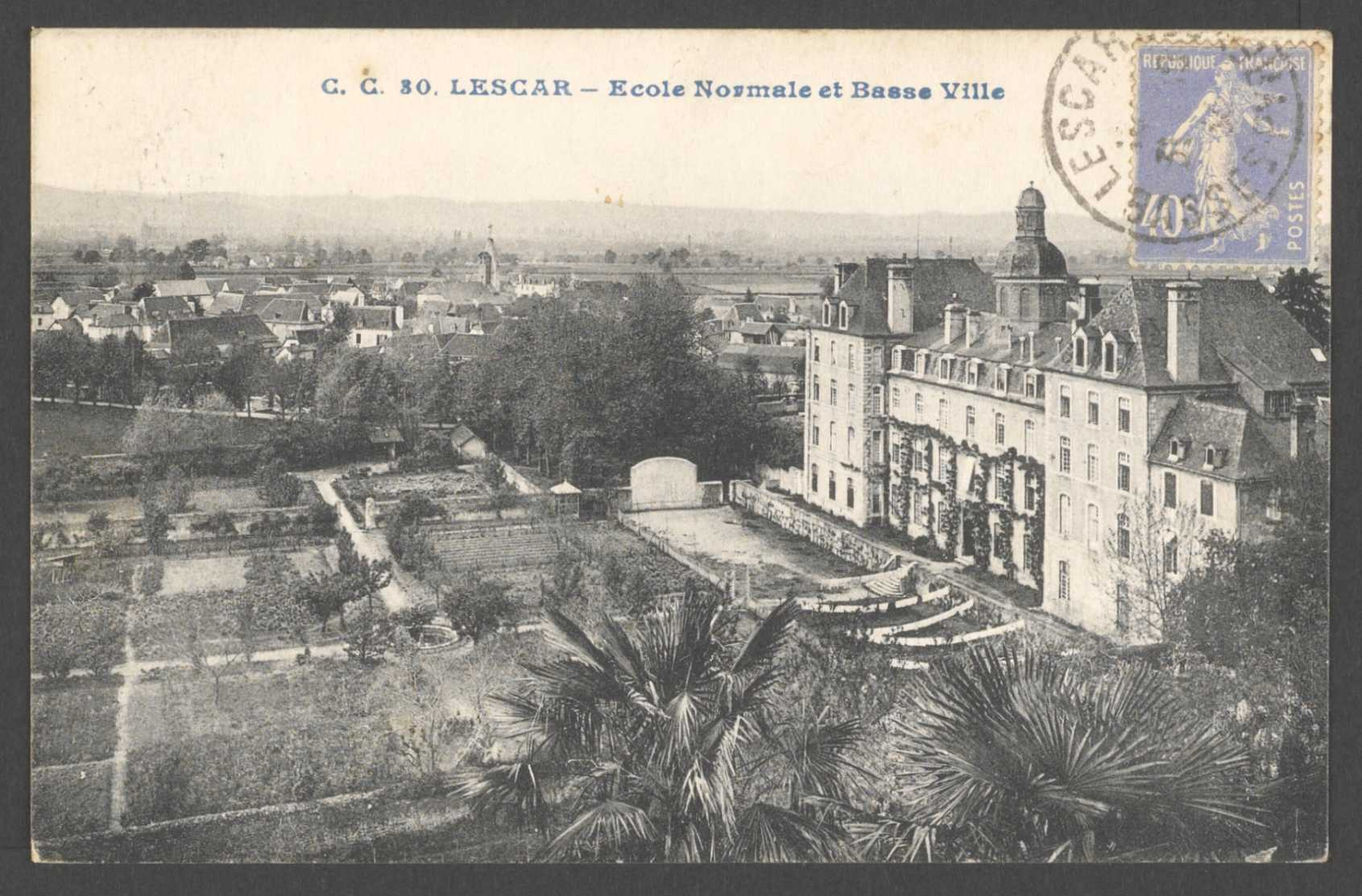
L'établissement vers 1900

Dès 1624, trois pères barnabites s'installent à Lescar dans le collège fondé deux ans auparavant par l’évêque Jean de Salettes, avec pour mission d'éduquer la jeunesse. Mais face au succès rencontré par le collège, le bâtiment primitif s’avère vite trop étroit.
Un nouveau bâtiment sera ainsi bâti progressivement entre  1755 et 1779 afin d'accueillir une centaine d'élèves. Il s'agit toujours du bâtiment central du lycée Jacques-Monod. Une importante bibliothèque verra également le jour, et dont une partie constitue désormais l'un des fleurons de l'actuelle bibliothèque de Pau. Après la Révolution, l'enseignement religieux fut interdit et le collège dut fermer en 1793. S'ensuivirent plusieurs années pendant lesquelles le bâtiment occupa diverses fonctions : maison de détention, hôpital de guerre pendant la guerre contre l'Espagne ou encore filature de coton.
À partir de 1845, la destination initiale du bâtiment fut retrouvée avec l'installation de l'école normale d'instituteurs du département des Basses-Pyrénées. En 1978, l'édifice deviendra l'annexe du lycée Saint-Cricq de Pau. Finalement, le lycée autonome Jacques-Monod ouvrira ses portes en 1992 après des travaux d'agrandissement.

## Aujourd'hui

### Structure pédagogique
Le lycée Jacques-Monod est composé durant l'année scolaire 2019-2020 de :
- 8 classes de seconde générale (environ 230 élèves) ;
- 5 classes de première générale
- 3 classes de première technologique (1 STL / 2 ST2S)
- 6 classes de terminale générale (1 L / 2 ES / 3 S)
- 3 classes de terminale technologique (1 STL / 2 ST2S)
- 2 classes de BTS bioanalyses et contrôles (1re année / 2e année).

### Évolution du lycée
Des travaux ont été entrepris pour permettre la création d'une nouveau bâtiment de 2 500 m2 dans le parc du lycée. Ce dernier est opérationnel depuis la rentrée 2013 et accueille la cuisine, la cantine, le CDI, les bureaux de la vie scolaire et de l'accueil, le foyer des lycéens et une salle polyvalente pour organiser des examens, des conférences ou des animations pour les internes. Les espaces ainsi libérés dans le bâtiment existant vont permettre de réaménager plusieurs salles de cours, des locaux supplémentaires pour les agents et une nouvelle salle des professeurs. Finalement, le coût de cette restructuration importante est de 10,5 millions d'euros, financé en intégralité par la région Aquitaine.

### Direction
Rachel Courtoux est proviseure du lycée entre 2018 et 2024. Elle quitte ce poste à la fin de l'année scolaire 2024 pour prendre la direction du Lycée Louis Barthou à Pau. Son successeur, Nicolas Sambussy, prend ses fonctions le 2 septembre 2024.